# Damallsvenskan 2020
La Damallsvenskan 2020 es la 33.ª edición de la Damallsvenskan, primera división de fútbol femenino en Suecia. Debido a la pandemia de coronavirus, el comienzo de la temporada tuvo que ser pospuesto y los partidos son jugados a puerta cerrada. 
Umeå IK vuelve a la máxima división tras tres años en Elitettan. IK Uppsala también consiguió el ascenso por primera vez.
Todos los partidos son retransmitidos mundialmente, excepto en México, gratuitamente por Damallsvenskan TV Archivado el 5 de marzo de 2017 en Wayback Machine.. Aftonbladet ha adquirido los derechos de retransmisión hasta 2022 y estarán disponibles en Sportbladet Play.
El 7 de noviembre de 2020, el Kopparbergs/Göteborg FC se proclamó campeón de la liga.

## Equipos
| Club                    | Ciudad       | Estadio                       | Capacidad |
| ----------------------- | ------------ | ----------------------------- | --------- |
| Djurgardens IF          | Estocolmo    | Estadio Olímpico de Estocolmo | 14.417    |
| Eskilstuna United DFF   | Eskilstuna   | Tunavallen                    | 7.600     |
| Fotboll Club Rosengård  | Malmö        | Malmö IP                      | 5700      |
| Kopparbergs/Göteborg FC | Gotemburgo   | Valhalla IP                   | 12.000    |
| KIF Örebro DFF          | Örebro       | Behrn Arena                   | 12.624    |
| Kristianstads DFF       | Kristianstad | Vilans IP                     | 5.000     |
| Linköpings FC           | Linköping    | Linköping Arena               | 8.500     |
| Piteå IF                | Pitea        | LF Arena                      | 3.000     |
| Umeå IK                 | Umeå         | T3 Arena                      | 8.000     |
| Växjö DFF               | Växjö        | Visma Arena                   | 12.173    |
| Vittsjö GIK             | Vittsjö      | Vittsjö IP                    | 3.000     |
| IK Uppsala Fotboll      | Upsala       | Lötens IP                     |           |

## Clasificación
| Pos. | Equipo                      | Pts. | PJ | G  | E | P  | GF | GC | Dif. | Clasificación o descenso             |
| ---- | --------------------------- | ---- | -- | -- | - | -- | -- | -- | ---- | ------------------------------------ |
| 1    | Kopparbergs/Göteborg FC (C) | 54   | 22 | 17 | 3 | 2  | 55 | 10 | +45  | Clasificación a la Liga de Campeones |
| 2    | FC Rosengård                | 47   | 22 | 14 | 5 | 3  | 57 | 14 | +43  | Clasificación a la Liga de Campeones |
| 3    | Kristianstads DFF           | 45   | 22 | 14 | 3 | 5  | 48 | 29 | +19  | Clasificación a la Liga de Campeones |
| 4    | Linköpings FC               | 39   | 22 | 12 | 3 | 7  | 32 | 34 | −2   |                                      |
| 5    | Vittsjö GIK                 | 31   | 22 | 9  | 4 | 9  | 33 | 35 | −2   |                                      |
| 6    | Växjö DFF                   | 27   | 22 | 8  | 3 | 11 | 18 | 32 | −14  |                                      |
| 7    | KIF Örebro DFF              | 26   | 22 | 7  | 5 | 10 | 26 | 36 | −10  |                                      |
| 8    | Piteå IF                    | 25   | 22 | 7  | 4 | 11 | 21 | 33 | −12  |                                      |
| 9    | Djurgårdens IF              | 24   | 22 | 6  | 6 | 10 | 20 | 31 | −11  |                                      |
| 10   | Eskilstuna United DFF       | 23   | 22 | 7  | 2 | 13 | 31 | 35 | −4   |                                      |
| 11   | Umeå IK                     | 23   | 22 | 6  | 5 | 11 | 21 | 40 | −19  | Descenso a Elitettan                 |
| 12   | IK Uppsala Fotboll          | 10   | 22 | 3  | 1 | 18 | 21 | 54 | −33  | Descenso a Elitettan                 |

 Fuente: svenskfotboll.se
Criterios de clasificación: 1) Puntos; 2) Diferencia de goles; 3) Número de goles marcados

### Evolución en la clasificación
| Equipo ╲ Jornada      | 1                       | 2  | 3  | 4  | 5  | 6  | 7  | 8  | 9  | 10 | 11 | 12 | 13 | 14 | 15 | 16 | 17 | 18 | 19 | 20 | 21 | 22 |   |
| --------------------- | ----------------------- | -- | -- | -- | -- | -- | -- | -- | -- | -- | -- | -- | -- | -- | -- | -- | -- | -- | -- | -- | -- | -- | - |
| Equipo ╲ Jornada      | Kopparbergs/Göteborg FC | 1  | 3  | 2  | 1  | 1  | 1  | 1  | 1  | 1  | 1  | 1  | 2  | 2  | 2  | 2  | 2  | 1  | 1  | 1  | 1  | 1  | 1 |
| FC Rosengård          | 5                       | 2  | 4  | 3  | 3  | 2  | 2  | 2  | 2  | 2  | 2  | 1  | 1  | 1  | 1  | 1  | 2  | 2  | 2  | 2  | 2  | 2  |   |
| Kristianstads DFF     | 12                      | 12 | 11 | 9  | 7  | 6  | 5  | 4  | 4  | 3  | 3  | 4  | 3  | 3  | 3  | 3  | 3  | 3  | 3  | 3  | 3  | 3  |   |
| Linköpings FC         | 2                       | 1  | 1  | 2  | 2  | 3  | 3  | 3  | 3  | 4  | 4  | 3  | 4  | 4  | 4  | 4  | 4  | 4  | 4  | 4  | 4  | 4  |   |
| Vittsjö GIK           | 10                      | 11 | 8  | 10 | 10 | 12 | 12 | 11 | 12 | 12 | 11 | 9  | 8  | 5  | 5  | 5  | 5  | 5  | 5  | 5  | 5  | 5  |   |
| KIF Örebro DFF        | 7                       | 7  | 5  | 6  | 5  | 7  | 8  | 9  | 7  | 5  | 6  | 5  | 6  | 6  | 6  | 7  | 8  | 6  | 6  | 6  | 6  | 6  |   |
| Växjö DFF             | 11                      | 10 | 12 | 12 | 12 | 11 | 11 | 10 | 11 | 11 | 12 | 12 | 12 | 12 | 11 | 11 | 11 | 10 | 7  | 9  | 7  | 7  |   |
| Eskilstuna United DFF | 6                       | 6  | 6  | 7  | 8  | 5  | 6  | 7  | 5  | 8  | 5  | 7  | 9  | 9  | 10 | 8  | 6  | 7  | 8  | 7  | 8  | 8  |   |
| Piteå IF              | 3                       | 4  | 3  | 4  | 4  | 4  | 4  | 5  | 6  | 7  | 8  | 10 | 10 | 10 | 9  | 10 | 10 | 11 | 10 | 8  | 9  | 9  |   |
| Djurgårdens IF        | 8                       | 8  | 9  | 8  | 9  | 9  | 7  | 8  | 10 | 10 | 9  | 8  | 7  | 8  | 8  | 9  | 7  | 8  | 9  | 10 | 10 | 10 |   |
| Umeå IK               | 9                       | 9  | 10 | 11 | 11 | 10 | 10 | 12 | 9  | 6  | 7  | 6  | 5  | 7  | 7  | 6  | 9  | 9  | 11 | 11 | 11 | 11 |   |
| IK Uppsala Fotboll    | 4                       | 5  | 7  | 5  | 6  | 8  | 9  | 6  | 8  | 9  | 11 | 11 | 11 | 11 | 12 | 12 | 12 | 12 | 12 | 12 | 12 | 12 |   |

## Resultados
| Local \ Visitante       | DIF | ESK | FCR | KGFC | KIFÖ | KDFF | LFC | PIF | UIK | UPP | VÄX | VGIK |
| ----------------------- | --- | --- | --- | ---- | ---- | ---- | --- | --- | --- | --- | --- | ---- |
| Djurgårdens IF          |     | 2–1 | 0–0 | 0–3  | 0–1  | 3–3  | 0–3 | 1–0 | 1–1 | 2–0 | 2–1 | 2–1  |
| Eskilstuna United DFF   | 3–2 |     | 1–2 | 1–1  | 3–1  | 2–3  | 0–1 | 2–0 | 0–1 | 1–3 | 3–0 | 3–1  |
| FC Rosengård            | 3–0 | 1–2 |     | 3–0  | 6–0  | 1–2  | 7–1 | 2–1 | 0–0 | 5–1 | 0–1 | 1–0  |
| Kopparbergs/Göteborg FC | 2–0 | 3–0 | 1–1 |      | 1–1  | 5–1  | 2–0 | 3–0 | 2–0 | 3–0 | 4–0 | 3–1  |
| KIF Örebro DFF          | 2–0 | 3–3 | 0–3 | 0–1  |      | 1–2  | 1–1 | 0–1 | 5–1 | 2–1 | 1–0 | 1–2  |
| Kristianstads DFF       | 0–1 | 1–0 | 0–1 | 1–0  | 4–2  |      | 1–2 | 3–1 | 1–1 | 2–1 | 2–0 | 4–0  |
| Linköpings FC           | 1–0 | 1–0 | 2–2 | 0–7  | 1–0  | 0–3  |     | 1–2 | 3–0 | 3–1 | 3–0 | 1–2  |
| Piteå IF                | 1–1 | 1–0 | 0–3 | 1–5  | 1–1  | 2–3  | 2–2 |     | 1–2 | 2–0 | 0–1 | 0–0  |
| Umeå IK                 | 0–0 | 1–0 | 0–3 | 0–2  | 1–2  | 0–4  | 3–2 | 2–3 |     | 1–0 | 1–3 | 3–0  |
| IK Uppsala Fotboll      | 3–2 | 2–4 | 1–9 | 0–2  | 1–2  | 1–4  | 0–1 | 0–1 | 3–0 |     | 0–2 | 0–1  |
| Växjö DFF               | 1–0 | 2–0 | 0–3 | 0–3  | 0–0  | 2–1  | 0–1 | 1–0 | 2–2 | 1–1 |     | 0–2  |
| Vittsjö GIK             | 1–1 | 3–2 | 1–1 | 0–2  | 4–0  | 3–3  | 1–2 | 0–1 | 3–2 | 4–2 | 3–1 |      |

## Estadísticas

### Máximas goleadoras
| Puesto | Jugadora           | Club                    | Goles |
| ------ | ------------------ | ----------------------- | ----- |
| 1      | Anna Anvegård      | FC Rosengård            | 16    |
| 2      | Mimmi Larsson      | FC Rosengård            | 12    |
| 2      | Pauline Hammarlund | Kopparbergs/Göteborg FC | 12    |
| 4      | Loreta Kullashi    | Eskilstuna United DFF   | 11    |
| 4      | Karin Lundin       | KIF Örebro DFF          | 11    |
| 4      | Felicia Rogic      | Eskilstuna United DFF   | 11    |
| 7      | Rebecka Blomqvist  | Kopparbergs/Göteborg FC | 9     |
| 7      | Clara Markstedt    | Vittsjö GIK             | 9     |